# Richard FitzAlan, 8. Earl of Arundel
Richard FitzAlan, 8. Earl of Arundel, nach anderer Zählung auch 1. Earl of Arundel, (vermutlich * 3. Februar 1267; † 9. März 1302) war ein englischer Magnat und Militär.

## Herkunft und Jugend
Seine Eltern waren John Fitzalan aus dem Adelsgeschlecht FitzAlan und Isabella Mortimer, eine Tochter von Roger Mortimer, 1. Baron Mortimer. Sein Vater starb, als er fünf Jahre alt war. Richard erbte von ihm die Herrschaften Clun und Oswestry in den Welsh Marches sowie die Herrschaft Arundel mit Arundel Castle in Sussex. Sein Großvater John FitzAlan hatte Arundel von seiner Mutter Isabel d’Aubigny, einer Tochter von William d’Aubigny, 3. Earl of Arundel geerbt, dazu hatte er nach dem Tod ihres Bruders Hugh d’Aubigny, 5. Earl of Arundel 1243 de iure auch den Titel Earl of Arundel geerbt, doch weder er noch Richards Vater hatten den Titel geführt. Während Richards Minderjährigkeit verwaltete seine Großmutter Maud de Verdon und ihr zweiter Ehemann Richard d’Amundeville sein Erbe, die es jedoch schlecht führten und verschuldeten. Richard selbst wuchs als Mündel seines Großvaters Roger Mortimer auf. Vor 1285 heiratete er Adelasia (Alice) († 25. September 1292), eine Tochter von Markgraf Thomas I. von Saluzzo und von Luisa di Ceva. Die Heirat wurde vermutlich während eines längeren Aufenthalts in Italien vermittelt.

## Leben
1287 wurde er volljährig und erhielt am 8. Dezember sein Erbe. Während der Rebellion des walisischen Lords Rhys ap Maredudd im selben Jahr wurde FitzAlan aufgefordert, sich zum Schutz seiner Besitzungen in Shropshire aufzuhalten, bis die Rebellion niedergeschlagen worden sei. 1291 wurde er erstmals in das Parlament berufen und führte ab diesem Zeitpunkt als erster Angehöriger der Familie FitzAlan den Titel Earl of Arundel. Die genaue Verleihung seines Titels ist nicht bekannt, zumal auch John de Warenne seit 1282 den Titel Earl of Sussex führte. Gegen Gilbert de Leofard, Bischof von Chichester, verlor er einen Rechtsstreit über sein Jagdrecht im Wald von Houghton. Danach schloss er sich den königlichen Truppen an, die den walisischen Aufstand von 1294 bis 1295 niederschlagen sollten. Er war Kommandant einer Truppe, die das belagerte Castell y Bere entsetzen sollte, doch der Versuch scheiterte wahrscheinlich. 1295 gehörte er zu den Führern einer Adelsopposition, die die Forderung von König Eduard I. nach bezahltem Militärdienst in der Gascogne ablehnte. Bis 1297 änderte er jedoch seine Meinung und stimmte einem Dienst in Südwestfrankreich zu. Während des Schottischen Unabhängigkeitskriegs erhielt er 1298 und 1299 jeweils ein Kommando in Schottland, und 1300 nahm er an der Belagerung von Caerlaverock Castle teil. Letztmals nahm er 1301 am Parlament von Lincoln teil, während dessen er mit zu den Unterzeichnern des Briefes der Barone an Papst Bonifatius VIII., in dem der Herrschaftsanspruch des Königs auf Schottland begründet wurde und in dem dem Papst jede Einmischung in weltliche Angelegenheiten abgesprochen wurde. Am 24. Juni 1301 wurde er zum Militärdienst nach Carlisle gerufen.
Er wurde in Haughmond Abbey in Shropshire begraben.

## Nachkommen
Mit seiner Frau hatte er zwei Söhne und zwei Töchter:
- Edmund FitzAlan, 9. Earl of Arundel (1285–1326)
- John Fitzalan († nach 1375), Geistlicher
- Lady Maud Fitzalan ⚭ Sir Philip Burnell
- Lady Margaret Fitzalan ⚭ William Boteler, 2. Baron Boteler

Sein Erbe wurde sein ältester Sohn Edmund.